# 新潟県立新発田農業高等学校
新潟県立新発田農業高等学校（にいがたけんりつ しばたのうぎょうこうとうがっこう）は、新潟県新発田市大栄町六丁目にある県立高等学校。通称「芝農（しばのう）」。

## 沿革
- 1911年4月1日 - 北蒲原郡立新発田農学校として開校。
- 1921年4月1日 - 県立へ移管され、新潟県立新発田農学校と改称。
- 1948年4月1日 - 学制改革により新潟県立新発田農業高等学校となる。
- 1949年4月1日 - 定時制設置により、中心校・紫雲寺分校・木崎分校を設置。
- 1951年7月 - 本館・図書館・農業実験実習施設・定時制教室等を増改築する（1955年頃まで）。
- 1961年8月 - 第43回全国高等学校野球選手権大会に出場（北越地区代表）。
- 1964年1月 - 新発田市川東地区に長峰農場を設置。以降10年以上を掛けて管理棟・豚舎・実習室等が増設。
- 1976年3月31日 - 定時制中心校閉校。
- 1980年8月 - 第62回全国高等学校野球選手権大会に出場。
- 1981年8月 - 第63回全国高等学校野球選手権大会に出場。広島商・東海大甲府を連破し、新潟県勢として初めて夏の1大会で2勝を挙げる。
- 1987年
  - 3月31日 - 木崎分校閉校。
  - 8月 - 第69回全国高等学校野球選手権大会に出場。
- 1988年3月31日 - 紫雲寺分校閉校。
- 1998年
  - 3月25日 - 第70回記念選抜高等学校野球大会に出場（北信越地区代表）。応援団賞（優秀賞）受賞。
  - 8月6日 - 第80回全国高等学校野球選手権大会に出場。
- 2000年8月6日 - 第82回全国高等学校野球選手権大会に出場。
- 2001年10月20日 - 創立90周年記念式典挙行。
- 2011年10月24日 - 創立100周年記念式典挙行。

## 校歌
- 『新潟県立新発田農業高等学校校歌』（作詞：相馬御風・作曲：中山晋平）

## 交通
- JR羽越本線・白新線新発田駅から徒歩20分

## 学校行事
- 4月 - 入学式
- 6月 - 体育祭、中間考査
- 9月 - 期末考査
- 10月 - 球技大会
- 11月 - 稲穂祭（文化祭）
- 12月 - 中間考査、2年研修旅行
- 1月 - 3年学年末考査
- 2月 - 1・2年学年末考査
- 3月 - 卒業式

## 部活動

### 運動部
野球部が過去に春、夏合わせ7度甲子園に出場している。その他、空手道部、柔道部が強豪として知られる。
- 野球部
- 陸上競技部
- バスケットボール部
- バレーボール部
- ソフトテニス部
- 空手道部
- 柔道部
- サッカー部
- バドミントン部
- テニス部

### 文化部
- 写真部
- 琴部
- 調理部
- 茶道部
- 華道部
- 農業クラブ

## 著名な出身者
- 吉田和夫 - 元胎内市長
- 中野晴彦 - 元プロ野球選手
- 富樫和大 - 元プロ野球選手
- 加藤健 - 元プロ野球選手
- 豊山勝男 - 大相撲力士・元日本相撲協会理事長
- 豊山広光 - 大相撲力士・元湊親方
- 酒井杏  - シンガーソングライター
- 田中光 - トップリーガー（ラグビー）
- 間藤郁也 - ラグビー選手

## 野球部の功績
- 同校の野球部の甲子園出場によって新発田を「しばた」と正しく読める新潟県外の人々が増えた。
- 安田辰昭元監督による野球部の奮闘を描いた書籍（『心の甲子園』『飯豊に誓う』など）が出版されている。
- 校庭には高校野球好きで知られた阿久悠が新発田農ナインの甲子園での活躍ぶりに捧げた詩の歌碑がある。
- 1981年の甲子園での活躍により(1984年の金足農業高校の活躍を含む)、水島新司作大甲子園のりんご園農業高校のモデルとなる。